# Anomala trabeata
Anomala trabeata är en skalbaggsart som beskrevs av Leon Fairmaire 1891. Anomala trabeata ingår i släktet Anomala och familjen Rutelidae. Inga underarter finns listade i Catalogue of Life.